# Nxde
«Nxde» (pronunciado «nude»; en hangul, 누드; romanización revisada, Nudeu) es una canción grabada por el grupo femenino surcoreano (G)I-dle, lanzada el 17 de octubre de 2022 por Cube Entertainment como el sencillo principal de su quinto EP titulado I Love. La canción fue escrita y producida por Soyeon, líder del grupo, y coproducida por Pop Time y Kako.
La letra de la canción hace referencia con sarcasmo al prejuicio existente contra las celebridades femeninas, con un mensaje de empoderamiento y crítica de los estándares de la sociedad. Son Seung-hee de High Quality Fish dirigió el vídeo musical que acompaña a la canción. Tanto la canción como su vídeo musical están inspirados en Marilyn Monroe y el artista inglés Banksy para hablar de la objetivación e hipersexualización de las mujeres por parte de los medios y el público.

## Antecedentes y lanzamiento
El 30 de septiembre de 2022, Cube Entertainment presentó un póster artístico de la canción principal del nuevo miniálbum de (G)I-dle, en las redes sociales y el sitio web oficiales del grupo, revelando a «Nxde» como el título de su sencillo principal. El póster fue una toma de la cabeza a los hombros de las miembros, destacando su individualidad con diferentes tonos de cabello rubio y labios rojos, elevando las expectativas por la nueva canción. Simultáneamente, el grupo lanzó un clip conceptual de adelanto de I Love, su nuevo EP, que contiene una vista previa del álbum que comienza con la frase «¿Cómo me veo?», en una pantalla en blanco y negro, continuando con tomas de los cuerpos de las miembros mientras se quitan la ropa.

## Composición y letra
«Nxde» fue escrita, compuesta y arreglada por Soyeon, líder del grupo, junto con Pop Time y Kako para la composición y los arreglos. La canción está compuesta en clave de mi menor, con un tempo de 136 pulsaciones por minuto y una duración de dos minutos y cincuenta y ocho segundos. La canción fue descrita como una pista de pop alternativo apoyada por el sample del aria «L'amour est un oiseau rebelle», más conocida como «Habanera», de la opéra-comique Carmen de Georges Bizet de 1875. Presenta un ritmo instrumental de jazz con una gran línea de bajo de ritmo aleatorio y letras sarcásticas sobre las vistas provocativas de la palabra «desnuda» («nude»), acompañadas de fuertes vocalizaciones.
La canción se basa en paisajes sonoros dinámicos de piano, cuerdas agudas y percusión de fondo, y se caracteriza por su cacofonía musical disruptiva intencional. El gancho de apertura de Soyeon ofrece una melodía poderosa y luego está respaldado por el coro impulsado por la voz de sus miembros. El comienzo de la canción contiene letras con la frase «yeppi yeppi», que es una jerga coreana basada en la palabra «bonita» («yeppuda»). Una parte de la canción menciona a Lorelei, un personaje que interpretó Marilyn Monroe en la película Gentlemen Prefer Blondes de 1953. La canción usa deliberadamente el término «Nxde» para burlarse del término «Nude».

## Promoción
Antes del lanzamiento de I Love, el 17 de octubre de 2022, el grupo realizó un evento en vivo llamado "X-Love Show Private Premiere" para presentar el álbum y sus canciones, incluida «Nxde», con la asistencia de los medios de prensa y ciento doce ganadores de un evento denominado Makestar. (G)I-dle también promocionó la canción en varios programas de radio surcoreanos, incluidos Gossip Idle de Naver Now, la radio Now FM de San Francisco el 18 de octubre, el programa de KBS Cool FM Kiss the Radio conducido por Minhyuk el 19 de octubre, y en el programa Youngjae's Best Friend, conducido por Youngjae de Got7. El 20 de octubre de 2022 interpretaron la canción por primera vez en el programa M! Countdown del canal Mnet.

### Vídeo musical
El 15 y 16 de octubre de 2022, se lanzaron teasers del vídeo musical del sencillo a través de las redes sociales oficiales del grupo. El 17 de octubre se lanzó el vídeo musical oficial junto con el miniálbum. La coreografía de la canción fue creada por Moon Tae-eun, miembro de la banda masculina de Corea del Sur The Vish, junto a Kiel Tutin, quien previamente coreografió el exitoso sencillo del grupo en 2022, «Tomboy». El vídeo musical fue dirigido por Son Seung-hee (Samsonii) del equipo de producción de High Quality Fish. El diseño del escenario para «Nxde» fue dirigido por el director de arte Lee Jungae.
El vídeo muestra a las miembros como estrellas de cine bajo el concepto de coristas showgirls, junto con numerosas referencias a momentos icónicos en la carrera de Marilyn Monroe. El vídeo muestra la ambivalencia de una corista, que no es lo que el público quiere en el escenario; representa situaciones en las que (G)I-dle se han convertido en coristas y son juzgadas de manera parcial a través de varias escenas. El vídeo comienza con una escena de Soyeon en el piano cantando: «¿Por qué piensas en estar desnudo/por qué tu mirada es tan grosera/Piensa fuera de la caja/Entonces te gustará». Luego, una escena de Minnie con un vestido rosa seguido de Yuqi usando Chanel n.º 5, el que es conocido como el perfume que usaba Monroe antes de acostarse. Luego Soyeon lee una colección de poemas de Walt Whitman que Monroe leyó y que es conocido por sus obras misteriosas y esotéricas. En el vídeo, el grupo llama la atención del público al convertirse en personas influyentes de las obras, ya sea como estatuas o exhibidas en una caja de vidrio. Escenas como teatros, museos y conferencias de prensa también se pueden ver en el vídeo. En otra escena, Soyeon se ve en vivo a través de su teléfono, y la pantalla está llena de críticas e insultos irrespetuosos. Un personaje animado aparece en el vídeo, en una referencia a Jessica Rabbit, quien también fue retratada mal por la gente debido a su imagen de femme fatale, contraria a su verdadero yo. Lee Hwa-yun de revista GQ declaró en su artículo: «(G)I-dle finalmente va al mensaje de 'Voy a usar la hermosa yo', independientemente de cómo las vea el público. El 'desnudo de lujo' que dibujan no es la obra erótica que el público esperaba, como el desnudo destrozado de Jessica Rabbit. Significa vestirse tal como eres, incluso si no es amado o no se ve bien». Algunos especularon que el personaje de Jessica Rabbit es la exmiembro del grupo, Seo Soo-jin, debido a su similitud visual.
El vídeo luego pasa a una escena de una foto desnuda de Rabbit siendo destruida en un museo, retratando así una rebelión contra las normas sociales y rompiendo sus límites para crear algo más fresco y sorprendente. Esto hace referencia a Banksy, un artista callejero que sobresale en la sátira social, económica y política. Una referencia a su pintura Love is in the Bin representa la infame autodestrucción de la pieza después de ser subastada. Sofía Gómez de Genius consideró que «la autodestrucción se convirtió en un espectáculo performativo que rechazó la comercialización del arte con su único intento de humillación. En relación con el mensaje de (G)I-dle, tanto la pintura como el vídeo musical critican cómo, como arte, son socavados y reducidos a lo que la sociedad gana con ellos, quitándoles valor y significado». Al término del vídeo, se señala la frase «Marilyn Monroe y Banksy inspiraron el vídeo. Gracias y los amamos».
La revista Vogue Hong Kong señaló que en el vídeo musical se utilizaron tres vestuarios grupales, y cada miembro tenía al menos dos conjuntos de estilos de moda para reproducir el estilo clásico de Marilyn Monroe. Minnie lleva un vestido rosa con cuello alto de Vetements y un collar de cristal de Alessandra Rich para recrear el vestido rosa de Marilyn Monroe de la película Gentlemen Prefer Blondes de 1953. Yuqi reemplazó la clásica falda plisada blanca de la película The Seven Year Itch de 1955 con un vestido blanco de la marca Zimmermann para replicar el famoso vestido blanco de Marilyn Monroe, mostrando un lado juvenil y enérgico, subvirtiendo el estereotipo sexy de Monroe en el pasado. Ella es la única miembro que aparece con el cabello cercano al color naranja más que al rubio.
En una escena en la que Miyeon está dando una conferencia de prensa, se le ve con un maquillaje atrevido de labios y ojos rojos que enfatiza los tonos marrones y dorados para maximizar la sensación sexy. El primer look de Soyeon para «Nxde» presentó un top cónico de Jean-Paul Gaultier y Lotta Volkova, enfatizando el aspecto femenino, recordando el famoso sostén cónico de Gaultier que utilizó Madonna para su gira Blond Ambition World Tour de 1990.

## Recepción

### Comentarios de la crítica
«Nxde» recibió una crítica mayoritariamente positiva, donde los críticos mencionaron principalmente su tema del empoderamiento. Hien Nguyen de The Kraze señaló: «Al hacer referencia a Monroe, (G)I-dle comparte el mensaje sorprendente y revelador de cómo la sociedad a menudo disminuye a las mujeres y su inteligencia y las reduce a solo su belleza y sus cuerpos». Además, Nguyen escribió: «La línea final, 'Nací desnuda/tienes una mente sucia/grosero', en última instancia critica la sobresexualización de las mujeres y que las mujeres no son incitadas a ser sexualizadas por simplemente existir en su estado natural. Dejando de lado los prejuicios y el estigma que la sociedad ha impuesto a las mujeres, (G)I-dle empodera a las mujeres para que acepten su verdadero valor».
Shriya Swami de HITC señaló que «En su poderosa era 'rubia', las chicas son perfectas con todo el brillo y el glamour, ya que transmiten la declaración de ser más que solo su apariencia». En la publicación en línea del sitio web Medium, Kassy Menke opinó que «las letras son fuertes y sin disculpas. El baile es coqueto y lleno de confianza». Patchsita Paiculsiri de Mirror indicó que «(G)I-dle, hace de 'Nxde' algo que recuerda a Marilyn y comunica una nueva apariencia de ella a la sociedad de todo el mundo».
Escribiendo para Genius, Sofía Gómez enfatizó que el álbum es para «combatir los conceptos erróneos y los estereotipos hacia las mujeres» y «llama directamente a las personas que buscan en la canción algo objetable» y «aquellos que sobresexualizan a las mujeres». La autora también afirmó que «(G)I-dle ha usado una vez más su privilegio como idols para crear conciencia sobre el daño que sufren las mujeres debido a las expectativas sociales. Si te sientes ofendido por su mensaje, no dudes en recordar la introducción de la canción». Hathaitarn Chatlertmongkol de The Standard Pop opinó que (G)I-dle intenta romper aún más el marco de los estereotipos de género con «Nxde», calificándola como «la redifinición de 'Tomboy' por derecho propio».

## Impacto social
El título de la canción afectó positivamente la función de búsqueda en los motores de búsqueda de internet y en las redes sociales. La palabra «(G)I-dle's nude» ha reemplazado a palabras claves inapropiadas como «child nude» y «girl nude». El nombre «(G)I-dle» ((여자)아이들) en coreano proviene de la palabra «niña» (여자) o «niños» (아이들). Aunque la canción está estilizada como «Nxde», aun así se escribe en coreano como «누드», por lo tanto, las palabras claves inapropiadas se eliminaron y se reemplazaron con «(G)I-dle Nxde» o «(G)I-dle nude», con artículos de medios, imágenes, vídeos, fotos de escenarios, capturas de transmisiones, información de álbumes o canciones.

## Reconocimientos

### Premios y nominaciones
| Año  | Evento                    | Premio                    | Resultado | Ref.   |
| ---- | ------------------------- | ------------------------- | --------- | ------ |
| 2023 | Circle Chart Music Awards | Canción del año (octubre) | Nominado  | [ 27 ] |

### Premios en programas de música
| Programa                  | Fecha                   | Ref.   |
| ------------------------- | ----------------------- | ------ |
| The Show (SBS MTV)        | 25 de octubre de 2022   | [ 28 ] |
| Show Champion (MBC Music) | 26 de octubre de 2022   | [ 29 ] |
| Show Champion (MBC Music) | 9 de noviembre de 2022  | [ 30 ] |
| M! Countdown (Mnet)       | 27 de octubre de 2022   | [ 31 ] |
| Music Bank (KBS 2TV)      | 28 de octubre de 2022   | [ 32 ] |
| Show! Music Core (MBC TV) | 29 de octubre de 2022   | [ 33 ] |
| Show! Music Core (MBC TV) | 12 de noviembre de 2022 | [ 34 ] |
| Show! Music Core (MBC TV) | 19 de noviembre de 2022 | [ 35 ] |
| Inkigayo (SBS)            | 6 de noviembre de 2022  | [ 36 ] |
| Inkigayo (SBS)            | 13 de noviembre de 2022 | [ 37 ] |
| Inkigayo (SBS)            | 20 de noviembre de 2022 | [ 38 ] |

### Listados
| Publicación         | Lista                                    | Ranking  | Ref.   |
| ------------------- | ---------------------------------------- | -------- | ------ |
| Genius Korea        | Las 100 canciones más populares del 2022 | 26.º     | [ 39 ] |
| Idology             | 20 mejores canciones K-Pop de 2022       | Incluida | [ 40 ] |
| Insider             | The best K-pop songs of 2022             | 6.º      | [ 41 ] |
| Rolling Stone       | The 100 Best Songs of 2022               | 88.º     | [ 42 ] |
| Rolling Stone India | The 10 Best Korean Music Videos of 2022  | 7.º      | [ 43 ] |
| Teen Vogue          | The 79 Best K-Pop Songs of 2022          | Incluida | [ 44 ] |
| Tidal               | Videos: Best of 2022                     | Incluida | [ 45 ] |
| Zenerate            | 15 Songs of the Year 2022                | Incluida | [ 46 ] |

## Historial de lanzamiento
| País           | Fecha                 | Formato                       | Sello                       |
| -------------- | --------------------- | ----------------------------- | --------------------------- |
| Varios         | 17 de octubre de 2022 | CD descarga digital streaming | Cube Entertainment, Kakao M |
| Estados Unidos | 18 de octubre de 2022 | Radio airplay                 | Cube Entertainment          |